# Guillem III de Tolosa
Guillem III de Tolosa del Llenguadoc, dit Tallaferro, (vers 975 - † 1037) fou comte de Tolosa, d'Albi, i de Nimes, amb drets feudals a Septimània i al Carci de 978 a 1037. Era fill de Ramon (V), comte de Tolosa de Llenguadoc, i d'Adelaida d'Anjou. Els seus drets com a comte d'Alvèrnia foren agafats els 979 pels vescomtes d'Alvèrnia.

## Naixement
La seva filiació ha estat molt de temps l'objecte d'un error: els benedictins Devic i Vaisette el van fer fill del comte Ramon III Ponç I de Tolosa i de Garsenda, però aquesta filiació plantejava diversos problemes:
- El primer era que Guillem III hauria regnat sobre Tolosa de Llenguadoc del 942 al 1037, o sigui, prop d'un segle.
- El segon és que almenys dos comtes de nom Ramon i potser un del nom Hug són citats per actes contemporànies en el transcurs del període que va de 942 a 980.

Més recentment, una nova tesi ha estat proposada, fent de Guillem III un besnet de Ramon III Ponç I i el fill d'un d'aquests dos comtes, Ramon V i d'Adelaida d'Anjou.

## Biografia
Els seus pares es van casar el 975, i va néixer poc després; la seva mare es casa de nou el 982 amb el futur Lluís V de França, però es van divorciar el 984 i Adelaida es casa de nou (per quarta vegada) amb Guillem I l'Alliberador, comte de Provença.
Va tenir nombrosos litigis amb l'Església i va intentar apropiar-se dels seus béns: amb l'abadia de Lesat, a què es va veure obligat a retornar els béns usurpats entre 1015 i 1025. El papa Joan XIX li va ordenar que prohibís als seus vassalls saquejar les terres de Moissac, un litigi que no troba conclusió més que amb el seu fill Ponç II de Tolosa, que en va fer donació a Cluny. Per un acord amb Roergue es van repartir el comtat de Nimes, quedant-se Guillem amb la part anomenada comtat de Sant Gèli.
El 1018, el seu germanastre Guillem II de Provença fou mort en el setge de Fos, deixant tres fills menors, Guillem, Folc Bertran i Guifré. Altres senyors es revoltaren i Adelaida d'Anjou, inquieta de la sort dels seus nets, li va demanar ajuda. Guillem III estava casat en segones noces amb una comtessa de Provença d'una altra branca familiar i Guillem, acompanyat del comte de Besalù, Bernat I (conegut com a Bernat Tallaferro), que es va ofegar travessant el Roine (1020), va intervenir de 1021 a 1023 en socors dels seus nebots i va sotmetre els senyors rebels.
Guillem va esdevenir el príncep més poderós del migdia de França en una època en què la influència del rei de França, sota la dinastia Capet, retrocedia en la regió. Portava el títol de marchio prefatus a pago Tholosano ('marquès i prefecte del país de Tolosa'). Per la seva segona esposa, va estendre la seva influència cap a l'actual Llenguadoc i Provença. Però va estar al mateix temps obligat a cedir poder a la seva pròpia ciutat de Tolosa de Llenguadoc i a renunciar a les taxes sobre els mercats de la ciutat, a la demanda d'un consell de nobles i de religiosos locals.

## Matrimonis i nens
Es casa en primeres noces amb Arsinda, d'origen desconegut, i que va donar a llum a:
- Ramon, mort jove
- Enric, mort jove

Es va casar en segones noces vers el 1019 amb Emma de Provença, filla de Rotboald II, comte de Provença i d'Ermengarda, neboda de Guillem de Provença, que va donar a llum a: 
- Ponç († 1060), comte de Tolosa, d'Albi i de Carcí
- Bertran I, comte de Provença
- Rangarda, que podria ser la dona de Pere Ramon, comte de Carcassona.